# Dansk Melodi Grand Prix 2025
La cinquantacinquesima edizione del Dansk Melodi Grand Prix si è svolta il 1º marzo 2025 presso lo Jyske Bank Boxen di Herning e ha selezionato il rappresentante della Danimarca all'Eurovision Song Contest 2025 a Basilea, in Svizzera.
La vincitrice è stata Sissal con Hallucination.

## Organizzazione
Il 6 maggio 2024 l'emittente radiotelevisiva pubblica Danmarks Radio (DR) ha confermato la partecipazione della Danimarca all'Eurovision Song Contest 2025. Nonostante le polemiche emerse l'anno precedente riguardo al sistema di voto, il successivo 2 novembre DR ha annunciato l'intenzione di mantenere invariato il format del Dansk Melodi Grand Prix, competizione musicale tradizionalmente utilizzata per la scelta del rappresentante nazionale.
Dal 16 settembre al 27 ottobre l'emittente ha dato la possibilità agli aspiranti partecipanti di inviare i propri brani, con la condizione che almeno uno tra compositori, autori o interpreti fosse cittadino danese o avesse un forte legame con la Danimarca; la partecipazione è stata estesa anche agli abitanti membri del Regno di Danimarca (Isole Fær Øer e Groenlandia). L'emittente ha inoltre lavorato a stretto contatto con l'industria musicale danese per individuare potenziali partecipanti.
L'evento si è tenuto in un'unica serata il 1º marzo 2025 presso la Jyske Bank Boxen di Herning, città che aveva già ospitato la manifestazione nel 2022, e ha visto otto partecipanti contendersi l'opportunità di rappresentare la Danimarca all'Eurovision Song Contest 2025. Il vincitore è stato determinato attraverso una combinazione di voto della giuria tecnica e televoto.

## Partecipanti
Gli otto finalisti, selezionati da una commissione di esperti tra le candidature ricevute, sono stati rivelati il 6 febbraio 2025 durante una conferenza stampa presso il DR Byen di Copenaghen.
Tra i concorrenti figura Tim Schou, che ha rappresentato il paese all'Eurovision Song Contest 2011 come membro degli A Friend in London.
| Artista         | Titolo                   | Lingua  | Compositori                                                                                         |
| --------------- | ------------------------ | ------- | --------------------------------------------------------------------------------------------------- |
| Adel the Second | The Unluckiest Boy Alive | Inglese | Oliver Adelborg, Søren Christensen                                                                  |
| Andreas Kruse   | Hear My Preayer          | Inglese | Andreas Kruse, Linda Dale, Malthe August, Rasmus "Majalle" Olsen                                    |
| Hervé Toure     | Allez allez              | Danese  | Jakob Groth, Christian Juncker                                                                      |
| Maria Mathea    | Air                      | Inglese | Maria Mathea, Emil Adler Lei, Julie Aagaard                                                         |
| Mariya          | I Belong to Me           | Inglese | Mariya Apollonia, Julie Aagaard, Jimmy Joker, Dino Medanhodzic                                      |
| Max Ulver       | Supernova                | Inglese | Max Ulver, Remee Sigvardt Jackman, Frederik Nordsø, Fridolin Nordsø                                 |
| Sissal          | Hallucination            | Inglese | Malthe Johansen, Chris Rohde-Frisk, Line Spangsberg, Marcus Winther-John, Linnea Deb, Melanie Wehbe |
| Tim Schou       | Proud                    | Inglese | Tim Schou, Joachim Ersgaard, Benjamin Rosenbohm, Emil Adler Lei                                     |

## Finale
La finale si è tenuta il 1º marzo 2025 presso il Jyske Bank Boxen di Herning ed è stata presentata da Sara Bro e Stéphanie Surrugue. L'ordine d'uscita è stato reso noto il 25 febbraio 2025.
Durante la serata si sono esibite come ospiti Birthe Kjær e Saba, rispettivamente vincitrici del Dansk Melodi Grand Prix 1989 e 2024.
In seguito alla somma delle votazioni Tim Schou, Adel the Second e Sissal hanno avuto accesso alla superfinale, dove la giuria e il televoto hanno proclamato Sissal con Hallucination vincitrice della manifestazione.
| # | Artista         | Titolo                   |
| - | --------------- | ------------------------ |
| 1 | Mariya          | I Belong to Me           |
| 2 | Tim Schou       | Proud                    |
| 3 | Max Ulver       | Supernova                |
| 4 | Hervé Toure     | Allez allez              |
| 5 | Maria Mathea    | Air                      |
| 6 | Adel the Second | The Unluckiest Boy Alive |
| 7 | Sissal          | Hallucination            |
| 8 | Andreas Kruse   | Hear My Preayer          |

### Superfinale
| # | Artista         | Titolo                   | Punteggio | Punteggio | Punteggio | Posizione |
| # | Artista         | Titolo                   | Giuria    | Televoto  | Totale    | Posizione |
| - | --------------- | ------------------------ | --------- | --------- | --------- | --------- |
| 1 | Tim Schou       | Proud                    | 14%       | 23%       | 37%       | 2         |
| 2 | Adel the Second | The Unluckiest Boy Alive | 16%       | 9%        | 25%       | 3         |
| 3 | Sissal          | Hallucination            | 20%       | 18%       | 38%       | 1         |